# Kisfalud (Győr-Moson-Sopron vármegye)
Kisfalud község Győr-Moson-Sopron vármegyében, a Kapuvári járásban.

## Fekvése

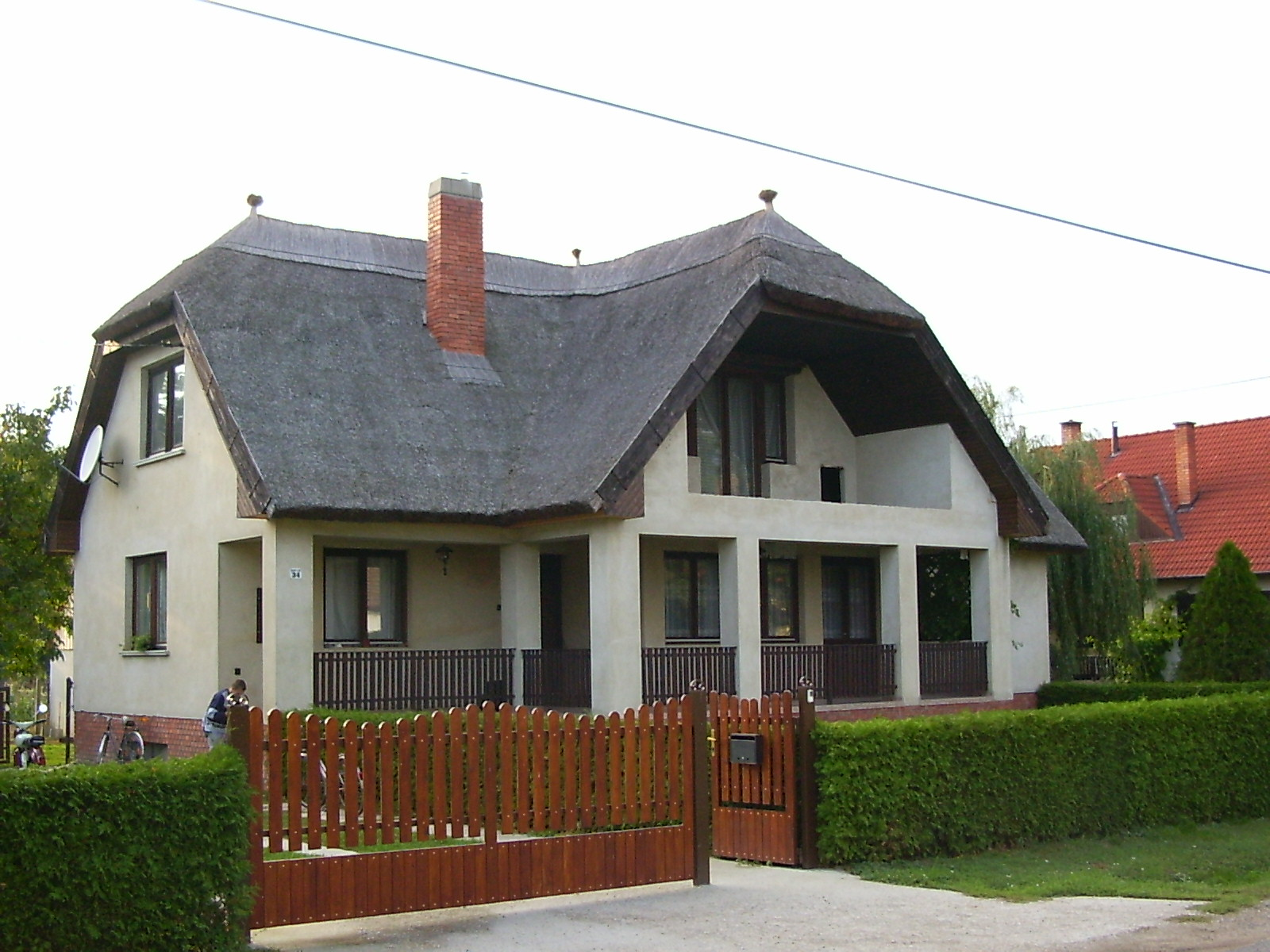
Modern nádfedeles parasztház a településen

Magyarország északnyugati részén, ezen belül a Rábaköz tájegység délnyugati részén helyezkedik el, Kapuvártól mintegy 10 kilométerre délkeletre. A Kis-Rába kettészeli a települést, majd elágazva annak egy részét szigetbe zárja. Földrajzi helyzetéből adódóan e folyó szabályozása előtt a művelhető földek vizenyősek, azaz növénytermesztésre kevésbé alkalmasak voltak; a szabályozás után a mély rétegű öntéstalajon a szántóföldi növénytermesztés is fejlődésnek indult, de elsődleges maradt a gyümölcs-és zöldségtermesztés. Neve alapján feltételezhető, hogy a mai település egykori elődje csekély kiterjedésű lehetett.
A szomszédos települések: észak felől Babót, kelet felől Bogyoszló, dél felől Mihályi (utóbbival teljesen összenőtt), nyugat felől pedig Himod.

### Megközelítése
Közigazgatási területén végighalad, észak-déli irányban a Kapuvárt Celldömölk térségével összekötő 8611-es út, ezen érhető el mindkét végponti város felől. Lakott területeit azonban az előző út nyugat felől elkerüli, azok között csak a 8608-as út húzódik végig. Határszélét keleten, egy rövid szakaszon érinti még a 8603-as út is.
Vasútvonal nem érinti, a legközelebbi vasúti csatlakozási lehetőség a Győr–Sopron-vasútvonal Kapuvár vasútállomása.

## Története és mai élete
Kisfalud első írásos említése 1237-ből maradt fenn Kázmér néven. Középkori birtokosai a Csák nemzetségből leszármazott Kisfaludy család, amely 1543-ban Pál személyében alispánt adott a vármegyének. Kisfalud községnek ő volt az egyedüli birtokosa az 1560-as évekig. Halála után két nővére, Ilona (Niczky Ferencné) és Borbála (Újszászy Györgyné) bírta a községet, amikor Pál fia, Balázs személyében nagy tehetségű egyéniség vette át a birtok ügyeinek intézését. A férfiágon kihalt mihályi Csákyak vagyonát vásárolta meg, a Ládonyi Zsuzsannával kötött házassága után pedig a ládonyiak birtokainak (Mihályi, Gyóró) nagy részére tette rá a kezét. Kisfalud a 16. században igen szegény település volt, pedig a kisfaludi jobbágyság – különösen a 17. század folyamán – nagy szorgalommal irtotta az erdőt és a falu használatlan földjén, ill. a kiirtott erdők helyén gyümölcsöskerteket alakítottak ki. A földesurak azonban a terjeszkedésnek ezt az egyetlen módját is tiltották. 1588-ban az adóterhek miatt 23 jobbágy-és zsellércsalád vonult ki a faluból, hogy adómentes, szabad földön építkezzen.

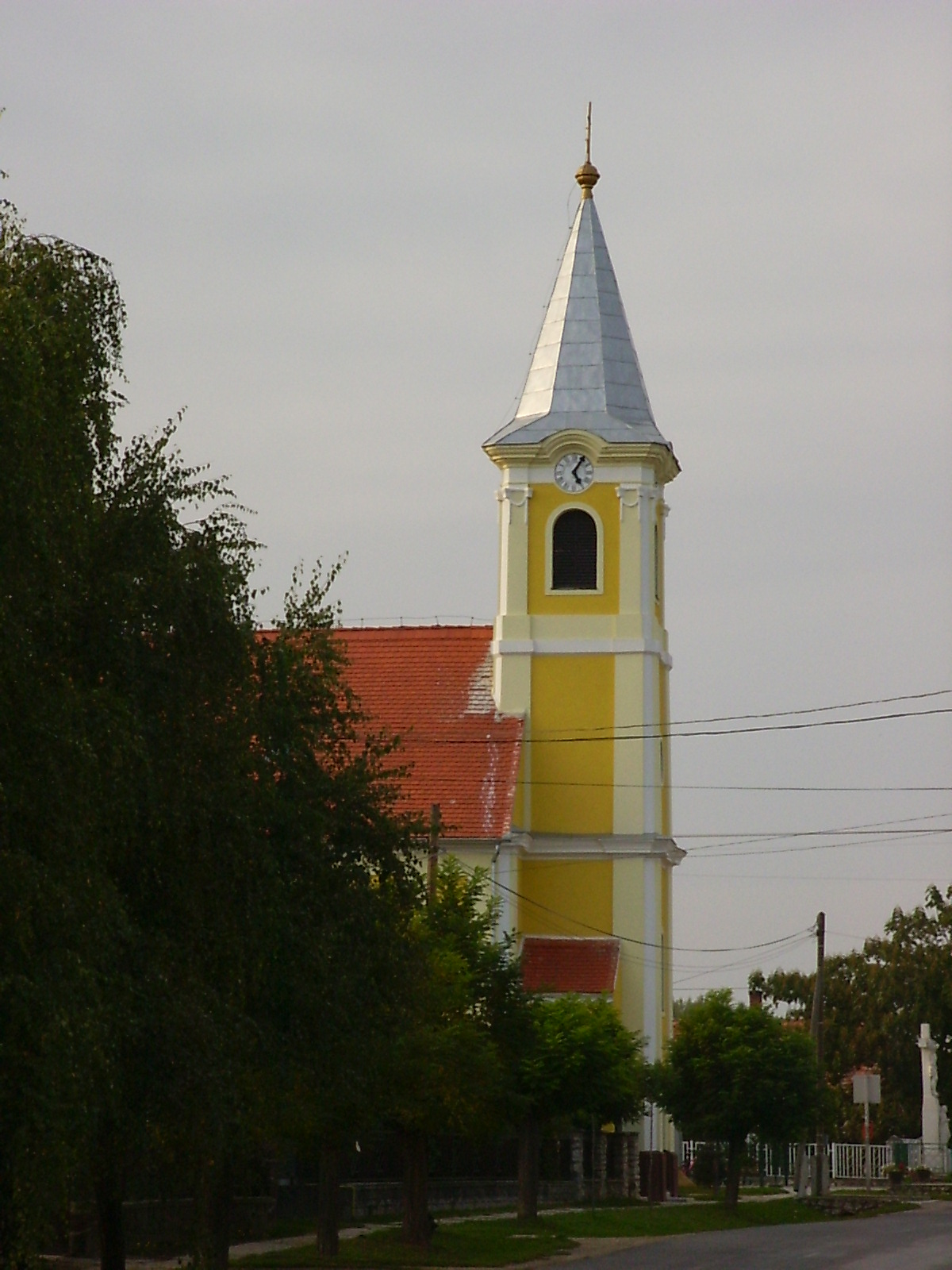
A római katolikus templom

Az 1594. évi török pusztítás Kisfaludot sem kímélte, 1604-ben egyetlen lakott jobbágyházat találtak benne. A 17. században lakóinak legnagyobb része evangélikus lett, 1683-ban a Bécs ellen vonuló török seregek, 1704-ben labanc rácok dúlták fel a falut. A 18. században az addig kizárólagos Kisfaludy-földesuraság mellett a Káldy, Béri Balogh, Rátky, Farkas, Angyal-családok is birtokosok lettek. A Káldy-féle birtokrészt Niczky György szerezte meg, aki Kisfaludy Zsigmondtól is tekintélyes ingatlanokat vásárolt. 1777-ben birtokaik arányában kiosztották a közös legelőket és erdőket a birtokos nemesek között. A Farkas kanonok által Kisfaludon építendő templomhoz a középbirtokosok adták a telket a temető mellett. A kisfaludi jobbágyoknak a 18. század közepén még 600 darabból álló juhnyájuk volt, amelyből 1828-ra már semmi sem maradt a korlátozó intézkedések hatására. Tovább élt a gyümölcstermesztés, kialakult a háziipar jellegű faipar, híres faragók laktak itt ekkor. 1848-ban evangélikus harangtorony épült. Az 1848-49-es szabadságharcban 19 kisfaludi harcolt.
1885-ben Önkéntes Tűzoltó Egyesület, 1924-ben sportegyesület alakult. A második világháború 43 halottat követelt a falutól. 1945-ben 118 földigénylő között 302 kh. földet osztottak ki. 1965-ben művelődési ház épült. 1973-ban egyesítették a települést a szomszédos, szinte egybeépült Mihályival.
Az 1989-es népszavazás eredményeként Kisfalud visszanyerte önállóságát, 1990. január 1-jétől ismét önálló település. A község számára a postai, az orvosi, gyógyszertári, bolti és vendéglátóipari ellátás biztosított. Több mint 20 éve rendelkeznek vezetékes ivóvízzel, közel egy évtizede a földgáz-hálózat is kiépült. A föld mélyében a falu alatt jelentős mennyiségű szén-dioxid van, ezt a helyi gázüzem termeli ki és továbbítja Répcelakra. A kiaknázott kutakban termálvizet, gyógyvizet és kristályvizet találtak. Ezek hasznosítása a jövő feladata.

## Közélete

### Polgármesterei
- 1990–1994: Balogh István (független)[3]
- 1994–1998: Balogh István (független)[4]
- 1998–2002: Balogh István (független)[5]
- 2002–2006: Balogh István (független)[6]
- 2006–2010: Balogh István (független)[7]
- 2010–2014: Ódorné Árvai Margit (független)[8]
- 2014–2019: Ódorné Árvai Margit (független)[9]
- 2019–2024: Ódorné Árvai Margit (független)[10]
- 2024– : Szabó-Kovács Szabina (független)[1]

## Népesség
A település népességének változása:
| Lakosok száma | 760  | 757  | 749  | 737  | 685  | 664  | 687  |
|               | 2013 | 2014 | 2015 | 2021 | 2022 | 2023 | 2024 |

A 2011-es népszámlálás során a lakosok 90,6%-a magyarnak, 1,1% németnek, 0,5% románnak mondta magát (8,8% nem nyilatkozott; a kettős identitások miatt a végösszeg nagyobb lehet 100%-nál). A vallási megoszlás a következő volt: római katolikus 58,2%, evangélikus 26,9%, felekezeten kívüli 1,2% (12,4% nem nyilatkozott).
2022-ben a lakosság 93,7%-a vallotta magát magyarnak, 1,5% németnek, 0,4% cigánynak, 0,3% románnak, 0,1-0,1% lengyelnek, örménynek és ukránnak, 0,4% egyéb, nem hazai nemzetiségűnek (6% nem nyilatkozott; a kettős identitások miatt a végösszeg nagyobb lehet 100%-nál). Vallásuk szerint 48,9% volt római katolikus, 18% evangélikus, 0,7% református, 0,3% görög katolikus, 1,8% egyéb katolikus, 3,8% felekezeten kívüli (26,4% nem válaszolt).

## Látnivalók
- Evangélikus harangtorony
- Szentháromság szobor
- Római katolikus templom

## Híres emberek
- Itt született 1805-ben Pikéthy Gusztáv honvéd tábornok.